# Skatval
Skatval est une localité et une paroisse norvégienne de la commune de Stjørdal dans le Trøndelag. Le village est entouré par le fjord de Trondheim, formant la partie nord-ouest de Stjørdal. La localité compte 935 habitants au 1er janvier 2012,.
Le 1er janvier 1962, les communes de Skatval, Lånke, Stjørdal et Hegra ont été fusionnées dans la nouvelle municipalité de Stjørdal.
La route européenne 6 traverse la localité; tout comme la ligne ferroviaire du Nordland. La gare de Skatval est desservie par la ligne reliant Lerkendal à Steinkjer et passant par Trondheim.

## Personnalités de la localité
- Marit Arnstad, ministre
- Brit Sandaune, footballeuse